# Циннбауэр, Йозеф
Йозеф Циннбауэр (нем. Josef Zinnbauer; род. 1 мая 1970, Швандорф, Бавария) — немецкий футболист, полузащитник; тренер.

## Биография

### Карьера игрока
В основном играл за немецкие клубы низших лиг. Самые известные клубы, в которых играл Циннбауэр, — «Карлсруэ» (1994/95) и «Майнц 05» (1995/96). В 1996 году из-за травмы закончил выступать на высоком уровне, но в региональных лигах играл до 2005 года.

### Тренерская карьера
В 1990-х годах работал также страховщиком, позже основал финансовую консалтинговую фирму в Нюрнберге. С 1996 года был играющим тренером.
С 2005 по 2010 год в качестве главного тренера возглавлял «Ольденбург». Затем стал помощником тренера в «Карлсруэ». Тренировал резервную команду с 27 марта по 30 июня 2012 года. С 1 июля 2014 возглавил резервную команду «Гамбурга», которая выступала в Северной региональной лиге. Привёл резервную команду к восьми победам в восьми матчах, прежде чем 16 сентября 2014 года стал главным тренером основной команды, заменив Мирко Сломку, уволенного накануне. Его первый матч закончился ничьей 0:0 против мюнхенской «Баварии». Был уволен 22 марта 2015 года и вернулся в резервную команду.
15 сентября 2015 года стал главным тренером «Санкт-Галлена». При нём клуб при десяти участниках занимал в чемпионате 7 и 8 место. Циннбауэр был уволен после пяти поражений подряд, процент побед команды при нём — 30 %.
С мая 2017 по декабрь 2019 года не работал тренером.
10 декабря 2019 года был назначен главным тренером южноафриканского клуба «Орландо Пайретс» и поднял команду в чемпионате с 11 места на третье. Через год после назначения Циннбауэра клуб выиграл предсезонный «Кубок восьми» — до этого команда восемь лет не завоёвывала трофеев.
В 2020 году 24-летний сын Циннбауэра Фабио попал в Германии в ДТП, врезавшись на легковом автомобиле в фуру. Некоторое время находился в коме и был вынужден завершить футбольную карьеру.
В августе 2021 года Циннбауэр покинул «Орландо Пайретс».
30 июня 2022 года был назначен главным тренером российского клуба «Локомотив» Москва, сменив Заура Хапова. При этом тренировочным процессом продолжил руководить Марвин Комппер, не обладающий необходимой лицензией.
8 октября 2022 года после 5 поражений подряд в РПЛ был уволен с поста главного тренера вместе со спортивным директором клуба Томасом Цорном.